# 早餐冰淇淋日

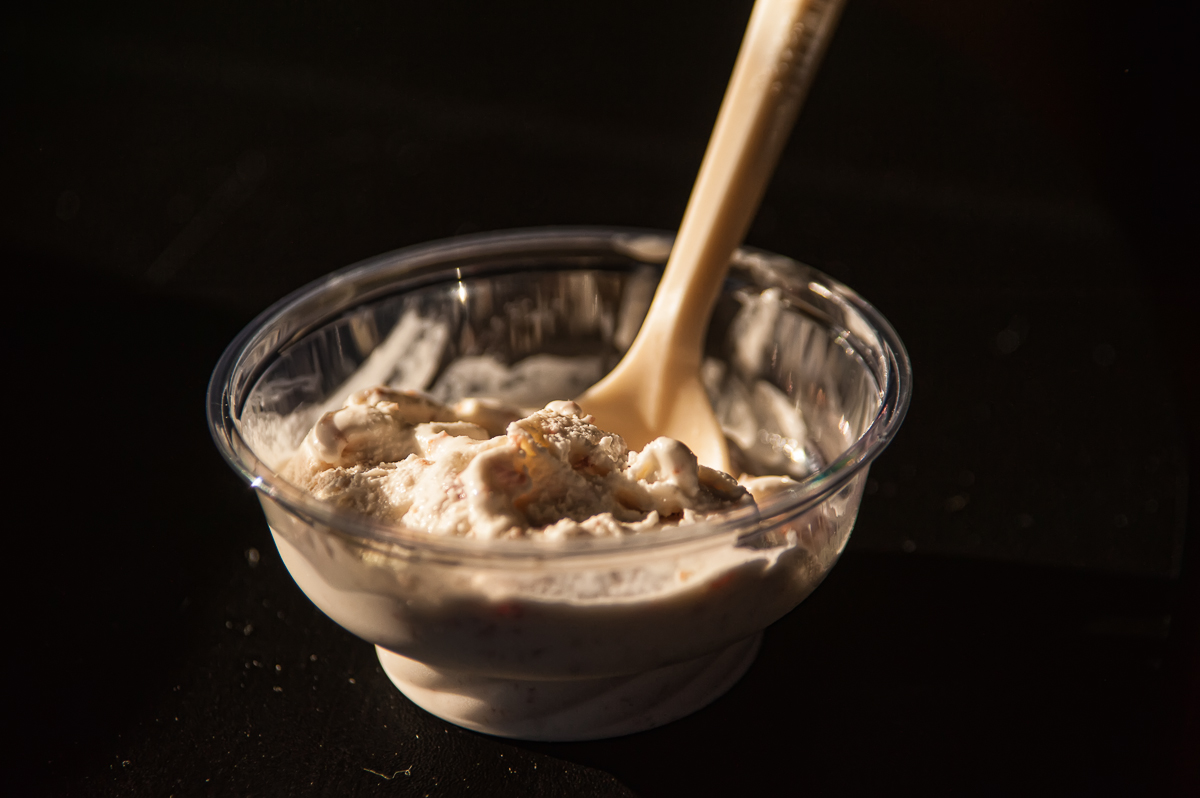
為了慶祝2014年的早餐冰淇淋日，一個冰淇淋供應商提供的免費冰淇淋。

早餐冰淇淋日（英語：Ice Cream for Breakfast Day）是一個非官方節日，於每年2月的第一個星期六。

## 歷史
這個節日是紐約州羅切斯特的佛羅倫薩·拉帕波特（Florence Rappaport）在1960年代發明的。佛羅倫薩是六個孩子的母親，因為冬天日子太過無趣。所以她決定發明一個能夠令小孩們開心的日子。
她解釋道：「那天天氣很冷又下著雪，孩子抱怨天氣太冷什麼都不能做。所以我就說：『我們吃冰淇淋當早餐吧。』」。次年，她的孩子提醒了她這個特殊的日子，於是這個節日就出現了。早餐冰淇淋日的確切起源年份據推測可能是在1966年，該年的一月下旬，一場巨大的暴風雪襲擊羅切斯特，數英尺的積雪迫使學校暫時關閉。
當佛羅倫薩的孩子們上大學後，他們在派對裡朋友們分享這個節日，於是這個節日便傳播開來。

## 全球性的節日
佛羅倫薩的孫子女將這個節日傳播到世界各地。在尼泊爾、納米比亞、德國、紐西蘭、宏都拉斯都曾為這個節日舉辦過活動，其中有小型的家庭慶祝活動，也有大型的派對。
自2003年起中國也開始慶祝這個節日，並且被精選在中文版的《柯夢波丹》雜誌、以及中國杭州的地方雜誌上。
早餐冰淇淋日在以色列特別受歡迎，以色列報紙國土報在2013年以希伯來文首次報導此節日，次年則以英文報導。2020年，耶路薩冷郵報預期在以色列有十萬人慶祝這個節日。

## 慶祝方式
正式的早餐冰淇淋日在二月的第一個星期六。慶祝的方式只有三個簡單的規則:
- 在二月的第一個星期六
- 吃冰淇淋
- 當作早餐。[10]

然而規則並不嚴謹，這個節日也可以在二月的任一個週末慶祝。

## 慈善活動
佛羅倫薩與她的孩子從未想像過他們創造的這個節日能有這麼大的影響力。近年來，美國的冰淇淋店開始依此節日為慈善募款，並同時在寒冬中吸引客人。